# Jernbanekrydsning
En jernbanekrydsning eller sporkrydsning er hvor to jernbanespor krydser hinanden i samme niveau.
Man skelner imellem ret sporkrydsning, skæv sporkrydsning (diamantkrydsning) og kurvekrydsning.
Ulempen ved jernbanekrydsninger at at togene skal holde tilbage for hinanden. Fordelen er at det er billigere end at lave broer eller tunneler.[kilde mangler]